# László Miklós
László Miklós (ur. 24 stycznia 1949 w Tornaľi) – słowacki naukowiec i polityk narodowości węgierskiej, profesor, parlamentarzysta, w latach 1998–2006 minister środowiska.

## Życiorys
Absolwent geografii fizycznej na Uniwersytecie Komeńskiego w Bratysławie. Od 1973 (z przerwą w latach 1994–1995) zawodowo związany z instytutem geografii fizycznej kompleksowej Słowackiej Akademii Nauk. W 1983 uzyskał stopień kandydat nauk z geografii fizycznej kompleksowej na Universita Jana Evangelisty Purkyně w Brnie, a habilitował się w 1993 na Uniwersytecie Technicznym w Zwoleniu. W 1994 został również pracownikiem naukowym na tej uczelni, uzyskując następnie profesurę. Został kierownikiem katedry UNESCO oraz członkiem rady naukowej uniwersytetu. Gościnnie wykładał na uczelniach w Roskilde i Wiedniu. Autor prac naukowych poświęconych ochronie środowiska, a także koordynator kilkudziesięciu projektów środowiskowych na Słowacji.
W latach 1990–1992 w randze wiceministra był wiceprzewodniczącym słowackiej komisji do spraw środowiska. Od października 1998 do lipca 2006 sprawował urząd ministra środowiska w dwóch gabinetach Mikuláša Dzurindy, reprezentując w nich Partię Węgierskiej Koalicji. W 2002 uzyskał mandat posła do Rady Narodowej, którego nie wykonywał z uwagi na kontynuowanie funkcji rządowej. W słowackim parlamencie zasiadał następnie w latach 2006–2010. W 2016 został doradcą ministra środowiska.